# Desnedekenade
Desnedekenade /kod Petitota Des-nèdhè-kkè-nadè; =people of the great river ili Great River People/, jedno od četiri glavna plemena Chipewyan Indijanaca, porodica Athapaskan, koje je živjelo duž obala rijeke Great Slave blizu Fort Resolutiona u Kanadi (Sjeverozapadni teritoriji). 
Godine 1904. popisano ih je 122 na Ft. Resolutionu i 256 na Smith Landingu.